# Festuca hackelii
Festuca hackelii är en gräsart som beskrevs av Günther von Mannagetta und Lërchenau Beck. Festuca hackelii ingår i släktet svinglar, och familjen gräs. Inga underarter finns listade i Catalogue of Life.